# Dominique Brunová
Dominique Brun (provd. Maaoui), (* 7. května 1964 Mareuil, Francie) je bývalá reprezentantka Francie v judu.

## Sportovní kariéra
V reprezentaci se objevovala od roku 1985. V roce 1988 se účastnila ukázkové disciplíny ženského juda na olympijských hrách v Soulu a obsadila druhé místo. Koncem roku 1988 se vdala a rok na to upřednostnila rodinu před vrcholovou kariérou.

## Výsledky
| Turnaj             | 1986           | 1987           | 1988           | 1989           |                |
| Turnaj             | 22             | 23             | 24             | 25             |                |
| Turnaj             | pololehká váha | pololehká váha | pololehká váha | pololehká váha | pololehká váha |
| ------------------ | -------------- | -------------- | -------------- | -------------- | -------------- |
| Mistrovství světa  | 1.             | 3.             |                | 7.             |                |
| Mistrovství Evropy | 1.             | 1.             | 3.             | 2.             |                |